# 博尔瑟尔彻克
博尔瑟尔彻克，是匈牙利维斯普雷姆州代韦切里区所辖的一个村，与Devecser相距约5公里，总面积11.80平方公里，总人口376，人口密度31.9人/平方公里（2010年1月1日）。